# مداواة النفوس
مداواة النفوس وتهذيب الأخلاق والزهد في الرذائل، ويُعرف أيضًا باسم الأخلاق والسير، هو كتاب في الأخلاق والسلوك من تأليف ابن حزم الأندلسي يعرض فيه المؤلف مجموعة من الأفكار المتعلقة بتقويم النفس، ومواجهة العيوب الشخصية، وتنظيم العلاقات الاجتماعية على أسس عقلية وأخلاقية.

## سبب التأليف
سبب تأليف الكتاب يعود إلى تجربة شخصية مر بها ابن حزم، حيث تعرض لهزيمة في سلسلة من المناظرات الفقهية، مما دفعه إلى إعادة التفكير في قضايا الأخلاق والسلوك. كتب هذا الكتاب كرد فعل لتلك التجربة، مع التركيز على تحسين النفس وتهذيب الأخلاق، مقدماً تأملاته ونصائحه حول طبائع الإنسان وسبل إصلاح النفس. كما يعكس الكتاب تأملاته في واقع المجتمع الأندلسي آنذاك، ويتناول القضايا الأخلاقية بأسلوب عملي يهدف إلى تحقيق التغيير الإيجابي في الفرد والمجتمع

## المحتوى

### الفصل الأول: مداواة النفوس وإصلاح الأخلاق الذميمة
في هذا الفصل يناقش ابن حزم مجموعة من الرذائل التي تؤثر سلبًا على النفس مثل العجب، الكبر، الحسد، والرياء. يركز على ضرورة الوعي الذاتي والاعتراف بالعيوب كخطوة أولى في طريق الإصلاح، مشددًا على أن التوبة والعمل المستمر هما السبيلان لتقويم النفس. كما يبرز أن هذه الأخلاق السيئة لا تضر الفرد وحده، بل تؤثر على علاقاته الاجتماعية وسعادته الداخلية. في نهاية الفصل، يقدم ابن حزم نصائح عملية تساعد القارئ على تجاوز هذه الرذائل، مؤكداً أن إصلاح النفس يبدأ من داخل الإنسان ويتطلب إرادة وعزيمة قوية.

### الفصل الثاني: في العلم وفضله
يوضح ابن حزم في هذا الفصل أن العلم ليس مجرد تراكم معلومات، بل هو منهج حياة يؤثر على سلوك الإنسان وأخلاقه. يشير إلى أن العلم يمنح صاحبه مكانة واحترامًا بين الناس، ويبعده عن الحسد والعداوة التي تنشأ من الجهل. كما يرى أن العلم يشغل النفس عن الوساوس والهموم، ويمنحها طمأنينة وراحة بال، بينما الانشغال باللهو والملذات الزائلة يؤدي إلى الشقاء. في ختام الفصل، يؤكد ابن حزم أن طلب العلم والعمل به هما السبيلان إلى تحصيل الفضائل وسعادة الدنيا والآخرة.

### الفصل الثالث: في الأخلاق والسير
يتناول ابن حزم في هذا الفصل موضوع الفضائل والسلوكيات التي ينبغي على الإنسان التحلي بها، مثل الصدق والتواضع والعدل. يحذر من الرذائل كالكذب والكبر والظلم، ويشدد على ضرورة الاعتدال في التصرفات وتجنب التطرف. كما يبرز أهمية الإخلاص في النية، موضحًا أن قيمة الأعمال تعتمد على صدق النية. يختتم الفصل بتوجيهات عملية تهدف إلى تحسين السلوك الشخصي وتطوير الأخلاق، مؤكدًا أن التغيير يبدأ من داخل النفس ويؤثر إيجابيًا على المجتمع.

### الفصل الرابع: في الإخوان والصداقة والنصيحة
يقدم ابن حزم في هذا الفصل رؤية واضحة حول طبيعة العلاقات الإنسانية وأسس الصداقة الحقيقية. يعرف الصديق الحقيقي بأنه من يفرح لفرح صديقه ويحزن لحزنه، ويشبه العتاب بين الأصدقاء بأنه يشبه صقل المعدن وتنقيته، لأنه يقوي الصداقة ويطهرها. يحذر من إفشاء الأسرار، معتبرًا أن ذلك خيانة للأمانة وللعلاقة بين الأصدقاء.
كما يؤكد ابن حزم على أن النصيحة يجب أن تكون سرية، تُقدم بلا انتظار للمقابل، ويُفضل أن تكون بلطف ورفق، مع التنبيه إلى ضرورة توخي الحكمة في طريقة تقديمها حتى تُقبل وتؤدي إلى الإصلاح. ويشدّد على أن العلاقة بين الأصدقاء يجب أن تقوم على الإخلاص والنية الصافية، بعيدًا عن التصنع أو المصلحة الشخصية، لأن ذلك يحافظ على دوام المحبة ويجنب الخلافات.

### الفصل الخامس: في المحبة وأنواعها
يتناول ابن حزم في هذا الفصل موضوع المحبة باعتبارها شعورًا إنسانيًا أساسيًا ومتعدد الأوجه. يعرف المحبة بأنها الرغبة في الاقتراب من المحبوب وكراهة الفراق عنه، ويقسمها إلى أنواع مختلفة بحسب الأشخاص والأغراض، منها: محبة الله تعالى وهي أسمى أنواع المحبة، ومحبة الأبناء والأقارب التي تقوم على صلة الرحم، ومحبة الأصدقاء المبنية على الثقة والود، ومحبة السلطان أو الحاكم المرتبطة غالبًا بالمصلحة، وأيضًا محبة الذات التي تشمل المودة الجسدية والعاطفية. يشير ابن حزم إلى أن المحبة تختلف في شدتها، وقد تصل إلى العشق الذي يؤثر على النفس والجسد، محذرًا من الإفراط في المحبة لما قد يسببه من أضرار نفسية وجسدية. في ختام الفصل، يؤكد أن المحبة رغم تنوعها تبقى جوهرًا واحدًا، ويشدد على ضرورة الاعتدال والوعي بتأثيراتها.

### الفصل السادس: في صباحة الصور وحب المظاهر
يتناول ابن حزم في هذا الفصل موضوع الانشغال بالمظاهر الخارجية والجمال الظاهري. يعرّف صباحة الصور بأنها جمال الوجه والجسد، ويشير إلى أن هذا الجمال قد يكون فطريًا أو مكتسبًا، وله تأثير على انطباع الآخرين عن الإنسان. لكنه يحذر من الإفراط في الاهتمام بالمظاهر، معتبرًا أن ذلك قد يؤدي إلى فساد النفس وتضييع الوقت في أمور زائلة. يؤكد أن جمال النفس وأخلاقها أهم بكثير من الجمال الخارجي. وينبه إلى أن التعلق بالمظاهر قد يولد الرياء والتفاخر، مما يبعد الإنسان عن الإخلاص. لذا ينصح بالاعتدال في العناية بالمظهر بحيث لا يؤثر ذلك سلبًا على جوهر الإنسان وقيمه.

### الفصل السابع: في تعامل الناس وأخلاقهم
يناقش ابن حزم في هذا الفصل أهمية الأخلاق الحميدة في العلاقات بين الناس، مؤكداً على ضرورة التحلي بصفات مثل الصدق، الوفاء، العدل، والتواضع في التعامل مع الآخرين. يحذر من الصفات السيئة كالكذب، الغدر، الحسد، والرياء التي تفسد العلاقات وتدمر الثقة بين الناس. كما يشدد على ضرورة الاعتدال في السلوك والكلام، وتجنب الغلو أو التقصير في المعاملة. يشير إلى أن التجارب الحياتية تساعد الإنسان على فهم طبائع الناس وتحسين تعامله معهم. يختم الفصل بدعوة للتأمل في سلوكنا اليومي والالتزام بالأخلاق الحسنة لبناء مجتمع متماسك ومترابط.

### الفصل الثامن:في معالجة الأخلاق الفاسدة
يقدم ابن حزم في هذا الفصل خطوات عملية لعلاج الصفات السيئة التي تفسد النفس وتضر بالعلاقات الاجتماعية. يبدأ بتأكيد أن الاعتراف بالعيوب مثل الكبر أو العجب هو الخطوة الأولى نحو الإصلاح، مشيرًا إلى أن من ينكر عيوبه يكون في أسوأ حالاته. يقترح التأمل المستمر في العيوب الشخصية، والاعتراف بها أمام النفس والآخرين، وقبول النصيحة، والابتعاد عن المواقف أو الأشخاص الذين يثيرون الصفات السلبية. كما يؤكد على أهمية التوبة والاستغفار كوسيلة لتطهير النفس. يختتم الفصل بالتأكيد على أن الوعي الذاتي بالعيوب هو أساس التغيير، وأن الجهل بها أو إنكارها يمنع النمو الشخصي، داعيًا إلى التأمل والعمل الجاد لتحسين الأخلاق وبناء شخصية متوازنة ومجتمع صالح.

### الفصل التاسع:في عجائب النفس وطباعها
ستعرض ابن حزم في هذا الفصل طبيعة النفس البشرية وتعقيداتها، مشيرًا إلى تناقضاتها وتقلّباتها. يوضح كيف يمكن للنفس أن تظهر مشاعر متضاربة تجاه نفس الأشخاص أو المواقف، مثل إظهار الود لمن يُبغضه أو التواضع لمن يحقّره. كما يشير إلى ميل النفس أحيانًا إلى الشرور رغم مضارها، وتأثرها بالمظاهر الخارجية مما قد يؤدي إلى أحكام خاطئة. يلفت الانتباه إلى رغبة النفس في المدح والاعتراف، حتى لو كان ذلك على حساب الحقيقة، ويتحدث عن تقلب المشاعر التي تجعل النفس غير مستقرة في أحكامها. ويُعد هذا الفصل دراسة معمقة لفهم سلوك النفس، تهدف إلى توجيه القارئ نحو تهذيب نفسه والابتعاد عن الصفات السلبية.

### الفصل العاشر:في خفايا النفس وما تُخفيه
يستعرض ابن حزم في هذا الفصل طبيعة النفس وتعقيداتها، مع التركيز على الجوانب الخفية التي لا تظهر للناس. يشدد على أهمية النية الصافية والسريرة الطيبة، محذرًا من الرياء والنيات السيئة التي تفسد الأعمال. كما يناقش تأثير الهوى والشهوة في توجيه تصرفات الإنسان، موضحًا كيف يمكن أن يضللا الشخص إذا لم يُضبطا. يحذر من الغرور والعجب بالنفس باعتبارهما من أهم أسباب فساد القلب وابتعاده عن التواضع والصدق. يؤكد على أهمية الاستغفار والتوبة كسبيل لتطهير النفس والرجوع إلى الله بصدق. كما يشدد على ضرورة الاعتراف بالعيوب كخطوة أولى للإصلاح والتغيير. يقدم الفصل تحليلًا عميقًا لطبائع النفس وأسرارها، ويهدف إلى توجيه القارئ نحو تهذيب نفسه والتخلص من الرذائل.

### الفصل الحادي عشر:في حضور مجالس العلم وآدابها
وضح ابن حزم في هذا الفصل أهمية حضور مجالس العلم بنية صادقة هدفها طلب العلم والعمل به، لا التفاخر أو البحث عن أخطاء الآخرين. يشدد على ضرورة الاستماع بانتباه والابتعاد عن التشنيع أو الأحاديث الجانبية التي تفسد الجو العلمي. كما يحذر من الغرور بالعلم ويشجع على الاعتراف بالجهل والتواضع في طلب المعرفة. يذكر أيضًا آداب الجلوس مثل الإنصات وعدم المقاطعة، ويؤكد أن العلم الحقيقي هو الذي يترجم إلى عمل في الحياة اليومية. في النهاية، يحث الفصل على حضور مجالس العلم بنية نقية والالتزام بالآداب لتحقيق الفائدة الحقيقية.

## اقتباس
الإعجاب بالنفس:
"من امتحن بالعُجب، فليتفكر في عيوبه، فإن أعجب بفضائله، فليفتش ما فيه من الأخلاق الدنية، فإن خفيت عليه عيوبه جملة حتى يظن أنه لا عيب فيه، فليعلم أنها مصيبة الأبد، وأنه أتم الناس نقصًا، وأعظمهم عيوبًا، وأضعفهم تمييزًا...لأن العاقل هو من ميز عيوب نفسه فغالبها، وسعى في قمعها، والأحمق هو الذي يجهل عيوب نفسه، إما لقلة علمه وتمييزه وضعف فكرته، وإما لأنه يُقدر أن عيوبه خصال، وهذا أشد عيوب الأرض. واعلم يقينًا أنه لا يسلم إنسي من نقص، حاشا الأنبياء صلوات الله تعالى وسلامه عليهم أجمعين. فليتدارك نفسه بالبحث عن عيوبه، والاشتغال بذلك عن الإعجاب بها، وعن عيوب غيره التي لا تضره لا في الدنيا ولا في الآخرة".
كلام الناس
"طرح المبالاة بكلام الناس، واستعمال المبالاة بكلام الخالق عز وجل، هو باب العقل كله والراحة كلها...فمن حقق النظر...كان اغتباطه بذمِّ الناس إياه أشدَّ من اغتباطه بمدحهم إياه؛ لأن مدحهم إياه إن كان بحقٍّ، وبلغه مدحُهُم له، أسرى ذلك فيه العُجب، فأفسد بذلك فضائله، وإن كان بباطلٍ فبلغه فسُرَّ فقد صار مسرورًا بالكذب، وهذا نقص شديد. وأما ذمُّ الناس إياه، فإن كان بحق فبلغه، فربما كان ذلك سببًا إلى تجنُّبه ما يُعاب عليه، وهذا حظ عظيم، لا يزهدُ فيه إلا ناقص، وإن كان بباطلٍ فصبر، اكتسب فضلًا زائدًا بالحلم والصبر، وكان مع ذلك غانمًا؛ لأنه يأخذ حسنات مَنْ ذمَّهُ بالباطل".